# Droga ekspresowa 40 (Izrael)
Droga ekspresowa 40 (hebr.: כביש 40) – droga ekspresowa biegnącą głównie na pustyni Negew, na południu Izraela. Rozpoczyna się na północy na równinie Szaron w mieście Kefar Sawa i kieruje się na południe do Beer Szewy i regionu Arawa na pustyni Negew, by przy kibucu Ketura skrzyżować się z drogą ekspresową nr 90 . Jest to druga pod względem długości droga w Izraelu.